# Marcel Keßen
Marcel Theodor Keßen (* 2. Januar 1997 in Hohenlimburg, Hagen) ist ein deutscher Basketballspieler. Seit 2023 spielt er für die MLP Academics Heidelberg.

## Karriere
Keßen spielte in seiner Jugend unter anderem zusammen mit Jonas Grof beim Verein in Boele-Kabel. Beide waren auch Bestandteil des Kaders der Jugendmannschaft des lokalen Erstligisten Phoenix Hagen in der Jugend-Basketball-Bundesliga (JBBL), der von Matthias Grothe trainiert wurde, dem langjährigen Mannschaftskapitän der Phoenix-Herrenmannschaft. Dort verpasste man 2012 den Einzug in das bundesweite Finalturnier in eigener Halle, nachdem man in den Play-offs dem späteren Titelgewinner und westfälischen Konkurrenten Paderborn Baskets um die beiden Auswahlspieler Lars Kamp und Niklas Kiel unterlag. Während Grof anschließend bereits in die Nachwuchsmannschaft in der Nachwuchs-Basketball-Bundesliga (NBBL) aufrückte, verpasste Keßen zusammen mit unter anderem Haris Hujić erneut im Play-off-Viertelfinale den Einzug in das Top Four 2013. In der NBBL-Mannschaft von Phoenix Hagen scheiterte man 2014 mit einer altersmäßig sehr jungen Mannschaft bereits vor den Play-offs, doch in der darauffolgenden Saison konnte man mit Jonas Grof, der von einem Auslandsjahr zurückkehrte, diesmal den Einzug in das Top Four sicherstellen, das erneut vor eigenem Publikum in Hagen ausgetragen wurde. Nachdem Hujić als mittlerer NBBL-Jahrgang 1997 bereits als Most Valuable Player (MVP) der NBBL ausgezeichnet worden war, wurde den Hagenern auch eine Titelchance eingeräumt. Doch wie 2012 und 2013 unterlag die NBBL-Mannschaft von Phoenix Hagen im Halbfinale, diesmal äußerst knapp nach zwei Verlängerungen gegen den Nachwuchs von Eintracht Frankfurt. Keßens Leistung mit jeweils 18 Punkten und Rebounds in diesem Spiel wurde noch überboten durch seine „Nemesis“ Niklas Kiel, der mittlerweile in Frankfurt spielte und 24 Punkte und 22 Rebounds holte. Die beiden Gegenspieler spielten dann zusammen in der Jugendnationalmannschaft im Sommer 2015 und erreichten in einer vergleichsweise sehr talentierten Mannschaft, der unter anderem auch bereits der jüngere Isaiah Hartenstein angehörte, einen respektablen achten Platz bei der U18-Europameisterschafts-Endrunde in Griechenland, nachdem man zwei Jahre zuvor bei der U16-EM-Endrunde noch Sechster war. Nach dem Ausscheiden von Grof altersbedingt und von Hujić durch Vereinswechsel wird der NBBL-Mannschaft von Phoenix für 2016 nur noch geringe Chancen auf eine erneute Finalturnierteilnahme eingeräumt.
Mittels Doppellizenz spielte Keßen bereits ab 2012 einzelne Spiele in 1. Regionalliga West bei den Herren des ehemaligen Zweitligisten TuS Iserlohn Kangaroos, der ebenfalls von seinem Jugendtrainer Grothe trainiert wird. 2014 gelang als NOMA Kangaroos die Rückkehr in die 2. Basketball-Bundesliga, in der man in der zur zweiten Liga gehörenden dritthöchsten Spielklasse ProB als Aufsteiger den ersten Hauptrundenplatz in der Gruppe Süd erreichte. Keßen, der zu Beginn der Saison noch keine 18 Jahre war, kam auf durchschnittlich 17 Minuten Einsatzzeit in 21 Hauptrundenspielen, in denen er gut sieben Punkte und vier Rebounds pro Spiel bei den Herren holte. In den Aufstiegs-Play-offs schied man in der Halbfinalserie gegen den Nord-Dritten SC Rist Wedel aus und verzichtete anschließend auf den trotzdem möglichen Aufstieg. Nachdem sich Keßen bereits in der dritthöchsten Spielklasse behaupten konnte, wurde er von Phoenix-Cheftrainer Ingo Freyer am Saisonende der Bundesliga-Spielzeit 2014/15 neben seinem langjährigen Mannschaftskameraden Jonas Grof bereits in der höchsten deutschen Spielklasse eingesetzt. Er debütierte im vorletzten Saisonspiel und kam zusammen mit einem Einsatz im letzten Saisonspiel auf eine durchschnittliche Einsatzzeit von knapp zehn Minuten. Angesichts eines budgetbedingten Mangels von Spielern im Frontcourt wurde erwartet, dass Keßen in der Bundesliga-Saison 2015/16 weitaus regelmäßiger auch in der höchsten deutschen Spielklasse zum Einsatz kommt. Er spielte zehn Bundesliga-Partien mit durchschnittlich rund 15 Minuten Einsatzzeit pro Spiel für Hagen in der Saison 2016/17, ehe die Mannschaft nach der Insolvenz vom Bundesliga-Spielbetrieb abgemeldet wurde.
Am 20. Dezember 2016 wurde Keßen von der Baskets Akademie Weser-Ems (BAWE) aus der 2. Bundesliga ProB verpflichtet. Die Spielgemeinschaft von BAWE mit dem Oldenburger TB dient dem Bundesligisten EWE Baskets Oldenburg als Nachwuchsmannschaft. Über die ProB-Mannschaft sollte er sich für Einsätze in Oldenburgs Bundesliga-Kader empfehlen. Im Mai 2017 wurde er in den Kader der deutschen U20-Nationalmannschaft berufen.
Keßen bestritt 55 Bundesliga-Einsätze für Oldenburg, im Sommer 2020 wechselte er zum Zweitligisten Eisbären Bremerhaven. Ende Januar 2021 kehrte er zu Phoenix Hagen zurück, blieb damit in der zweiten Liga. In der Saison 2021/22 war Keßen mit 14,3 Punkten je Begegnung zweitbester Hagener Korbschütze, sein Mittelwert von 6,4 Rebounds war mannschaftsintern der Höchstwert. Nachdem er auch 2022/23 mit guten Leistungen in der 2. Bundesliga hatte aufhorchen lassen (14,5 Punkte, 6,3 Rebounds je Begegnung), wurde Keßen in der Sommerpause 2023 vom Bundesligisten MLP Academics Heidelberg unter Vertrag genommen. In der Saison 2024/25 erreichte er mit Heidelberg überraschend das Halbfinale um die deutsche Meisterschaft.